# Charinus acaraje
Charinus acaraje är en spindeldjursart som beskrevs av Pinto-da-Rocha, Machado och Peter Weygoldt 2002. Charinus acaraje ingår i släktet Charinus och familjen Charinidae. Inga underarter finns listade i Catalogue of Life.